# Verdens Gang
Verdens Gang (« la marche du monde »), plus connu sous l'abréviation VG, est un journal norvégien dont la parution est quotidienne. Ce journal entre dans la catégorie des tabloïds. C'est le journal ayant la plus large diffusion en Norvège. Son rédacteur en chef est Torry Pedersen. Une version de ce quotidien existe également sur Internet. 
VG a vu le jour en 1945, juste après le retrait des troupes allemandes qui occupaient la Norvège lors de la Seconde Guerre mondiale. Ce journal, créé par des membres du mouvement de résistance, a été publié pour la première fois le 23 juin 1945. Il n'est affilié à aucun parti politique.

## Rédacteur en chef
- Gard Steiro[1],[2]
- Torry Pedersen (2011–2017)
- Bernt Olufsen (1994–2011)